# Thái Bảo (ca sĩ)
Thái Bảo (sinh ngày 27 tháng 3 năm 1964) là một ca sĩ, Nghệ sĩ nhân dân Việt Nam thành công ở cả hai thể loại nhạc nhẹ và dân ca. Bà được nhận xét là "Một giọng hát không quá trẻ mà cũng chẳng chịu già. Cô như người đứng giữa hai thế hệ ca hát để mang thông điệp tình yêu đến cho mọi người: luôn lặng lẽ, cẩn trọng và nghiêm túc trau dồi nghệ thuật ca hát và diễn tấu cây đàn bầu".
Thái Bảo được Nhà nước Việt Nam phong tặng danh hiệu Nghệ sĩ ưu tú năm 2013, Nghệ sĩ nhân dân năm 2015.

## Tiểu sử
Thái Bảo sinh ra trong một gia đình trí thức ở thành phố Vinh. Cha mẹ và anh chị của bà đều làm trong ngành văn hóa nghệ thuật hoặc kỹ sư. Bà là con út trong gia đình có sáu anh chị em và được mẹ rất cưng chiều. Trong mắt mẹ bà, "Thái Bảo là đứa con Trời cho" vì trong suốt thời gian mang thai, bà đã bốn lần tới trạm xá để phá thai nhưng rồi tình mẫu tử trỗi dậy, bà không đủ can đảm để làm điều đó nên quyết định giữ Thái Bảo lại.
Thái Bảo thi đỗ Trường Âm nhạc Việt Nam trong một buổi tuyển sinh của trường tại Nghệ An. Bà về nhà xin phép cha mẹ thu xếp quần áo ra Hà Nội học. Tuy cha mẹ Thái Bảo vẫn mong con gái sẽ trở thành công chức nhưng khi thấy cô đi theo con đường nghệ thuật thì ông bà vẫn vui vẻ ủng hộ. Thái Bảo xa gia đình từ năm 10 tuổi. Mười sáu năm sau đó, bà theo học đàn bầu tại trường.

## Sự nghiệp
Năm 1979, Thái Bảo là một trong những văn nghệ sỹ vinh dự được phục vụ bộ đội ở mặt trận bảo vệ biên giới phía Bắc.
Trong một lần dự Liên hoan sinh viên ba nước Đông Dương tại Viêng Chăn, Thái Bảo đã ngẫu hứng ôm ghi-ta hát một ca khúc Lào. Giọng hát của bà đã khiến tất cả mọi người sửng sốt bởi âm thanh khàn khàn lạ tai đầy chất trữ tình quyến rũ. Nhạc sĩ Nguyễn Văn Thương – người thầy của Thái Bảo là người phát hiện ra chất giọng đặc biệt của bà: rất khàn, nhưng rất khỏe và nồng nàn, ấm áp. Ông chính là người đã khuyên Thái Bảo theo con đường ca hát.
Với "trái tim truyền lửa", Thái Bảo đã thắp sáng sự nghiệp ca hát của mình. Vào năm 1984, lần đầu tiên bà được cùng đoàn đi phục vụ bộ đội và nhân dân Việt Nam ở các tỉnh biên giới phía Bắc.
Thái Bảo là một ca sĩ rất đam mê với nghề và nỗ lực phấn đấu không ngừng; bà luôn tìm tòi, sáng tạo và làm mới mình để không nhàm chán. Bà có giọng hát đặc biệt riêng, đồng thời luôn tạo dựng cho mình một lối hát riêng, một phong cách riêng và một hình ảnh riêng để không bị lẫn với ai khác. Vì vậy mà có rất nhiều "bài tủ" của bà đã đi vào lòng công chúng như "Vết chân tròn trên cát", "Quê nhà" của nhạc sĩ Trần Tiến; "Tâm hồn" của nhạc sĩ Huy Tiến; "Mùa xuân bên cửa sổ" của nhạc sĩ Xuân Hồng; "Mùa hoa cải" của nhạc sĩ Lê Vinh; "Thăm Bến Nhà Rồng", "Mưa rơi" của nhạc sĩ Trần Hoàn và nhiều năm gần đây là "Thời hoa đỏ" của nhạc sĩ Nguyễn Đình Bảng; "Lời ru cỏ non" của Trung tướng, nhà văn Hữu Ước,...
Cuộc đời nghệ thuật của Thái Bảo không phải lúc nào cũng bằng phẳng. Năm 1997, tự nhiên bà nói cũng thấy khó khăn, đi khám mới biết bị u dây thanh quản.
Một người bạn bác sĩ khuyên bà nên sang Singapore phẫu thuật với hy vọng có thể hát lại. Một mình bà sang Singapore chữa bệnh bốn ngày. Ca phẫu thuật thành công; một năm sau khám lại thì bà được thông báo chính thức: u thường. Bà bắt đầu tập hát lại với sự giúp đỡ của nghệ sĩ Lê Dung. Ba tháng đầu rất khó khăn. Hát quá thì sợ đau, hát non lại không đạt. Rồi thì ngưỡng ấy qua đi, Thái Bảo tiếp tục hát.
Tháng 4 năm 2012, đoàn nghệ sĩ Việt Nam tham gia Liên hoan âm nhạc mùa xuân Bình Nhưỡng tại Cộng hòa Dân chủ Nhân dân Triều Tiên, trong đó có Thái Bảo. Bà đã giành cúp bạc với ca khúc Fascination.

## Đời tư
Thái Bảo an phận với hình ảnh một nghệ sĩ kiểu mẫu "công chức" từ nhiều năm nay, chỉn chu từ trang phục đến lời ăn tiếng nói và chính những điều đó đã mang cho cô một cuộc sống bình yên. Hai vợ chồng bà cùng công tác tại Nhà hát Ca múa nhạc Việt Nam. Bà có một người con trai tên là Nguyễn Bảo Anh.

## Danh sách album
- Ru con mùa đông
- Đàn bầu Việt Nam với dân ca quốc tế
- Thăm bến nhà Rồng
- Giọt nắng cuối ngày
- Hoài Cảm
- Nghe giọt nắng phai
- Đàn bầu với dân ca quốc tế

## Các bài hát nổi bật
- Tâm hồn
- Thăm bến nhà rồng
- Thời hoa đỏ
- Vết chân tròn trên cát
- Mưa rơi
- Xa rồi mùa đông
- Biển chiều
- Lời Bác dặn trước lúc đi xa
- Thuyền hoa
- Mùa xuân bên cửa sổ
- Hoài cảm
- Quê nhà
- Phôi pha
- Tình khúc chiều mưa
- Nắng chiều